# 格雷格·斯坦頓
格雷戈里·約翰·斯坦頓（英語：Gregory John Stanton，1970年3月8日—）是美國律師和政治人物，現任代表亞利桑那州第四國會選區聯邦眾議員，曾擔任鳳凰城市長。
斯坦頓於2011年當選市長，並於2015年再次當選。在時任美國眾議員基爾斯汀·西內瑪競選美國參議員後，史丹頓被選為開放眾議院席位。2020年以61%的得票率再次當選。，2022年以56%的得票率再次當選。

## 外部連結
- Congressman Greg Stanton （页面存档备份，存于） official U.S. House website
- Greg Stanton for Congress （页面存档备份，存于） campaign website
- C-SPAN內的頁面（英文）

- 美國國會國家人物傳記大辭典中的傳記
- 由華盛頓郵報維護的投票記錄
- 智慧投票计划中的傳記、投票紀錄及利益集團評級
- 聯邦選舉委員會中的競選財務報告和數據